# Chlebów (województwo łódzkie)
Chlebów – wieś w Polsce położona w województwie łódzkim, w powiecie skierniewickim, w gminie Lipce Reymontowskie.

## Historia
Wieś arcybiskupstwa gnieźnieńskiego w ziemi rawskiej województwa rawskiego w 1792 roku. 
8 września 1939 wkraczający do wsi żołnierze Wehrmachtu zamordowali 5 osób i spalili 27 budynków. Trzy ofiary udało się zidentyfikować.
W latach 1975–1998 miejscowość administracyjnie należała do województwa skierniewickiego.